# Ixodes pacificus
Ixodes pacificus е паразитен северноамерикански иксодов кърлеж разпространен по западното крайбрежие на континента. Той е основен вектор на заболяванията Лаймска болест, Анаплазмоза и Човешка гранулоцитна ерлихиоза в тази част на света

## Разпространение
Кърлежът е разпространен в крайните западни райони на Северна Америка по тихоокеанското крайбрежие на юг от северните части на Долна Калифорния, продължава на север през западните щати на САЩ, като достига на изток до Солт Лейк сити и завършва на север в Британска Колумбия в Канада.

## Особености
Ларвите и нимфите на вида паразитират по птици и редица дребни гризачи. Възрастната форма (имаго) паразитира при елени и други едри бозайници.